# Giordano Vitale
Giordano Vitale (ou Vitale Giordano; Bitonto, 15 de outubro de 1633 – 3 de novembro de 1711) foi um matemático italiano. É conhecido por seu teorema sobre quadriláteros de Saccheri. Também é referenciado como Vitale Giordani, Vitale Giordano da Bitonto, e simplesmente Giordano.

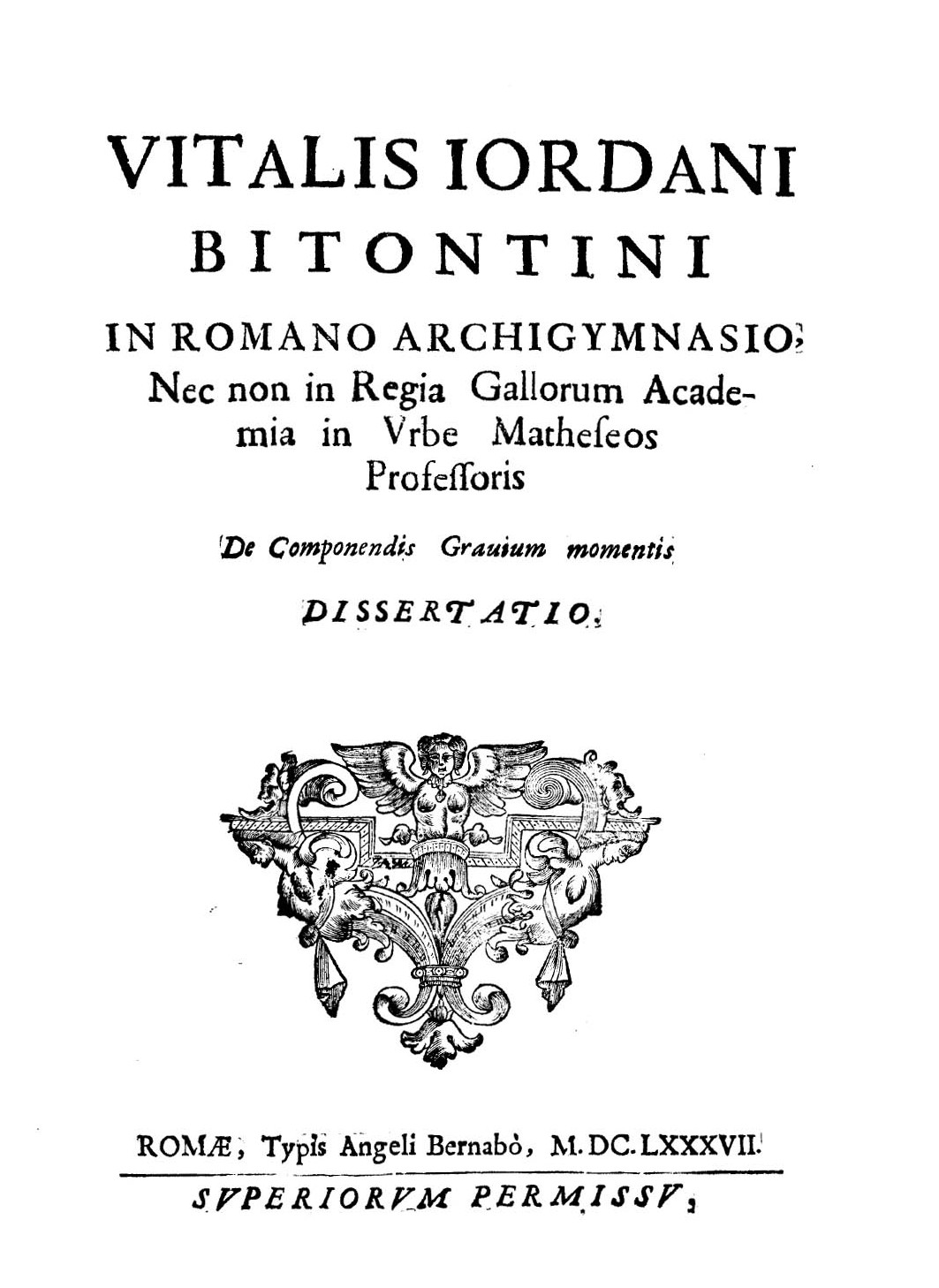
De componendis gravium momentis, 1687

## Vida e formação
Giordano nasceu em Bitonto, no sudeste da Itália, provavelmente em 15 de outubro de 1633. Ainda adolescente, deixou (ou foi forçado a deixar) sua cidade e, após uma juventude aventureira (que incluiu matar seu cunhado por tê-lo chamado de preguiçoso) tornou-se soldado do exército pontifício. Durante essas aventuras leu seu primeiro livro de matemática, a Aritmetica prattica de Cristóvão Clávio. Aos 28 anos, morando em Roma, decidiu se dedicar à matemática. O livro mais importante que ele estudou foi Os Elementos de Euclides na tradução italiana por Federico Commandino.
Em Roma conheceu os renomados matemáticos Giovanni Alfonso Borelli e Michelangelo Ricci, que se tornaram seus amigos. Foi contratado por um ano como matemático pela ex-rainha Cristina da Suécia durante sua última estada em Roma. Em 1667, um ano após sua fundação por Luís XIV de França, tornou-se lecturer de matemática na Academia da França em Roma e, em 1685, obteve a cátedra de matemática na prestigiosa Universidade de Roma "La Sapienza". Amigo de Vincenzo Viviani, Giordano conheceu Gottfried Wilhelm Leibniz em Roma, quando Leibniz se hospedou lá durante sua viagem pela Itália nos anos de 1689 a 1690. Deu a Leibniz um exemplar da segunda edição de seu livro Euclide restituto. Giordano morreu em 3 de novembro de 1711 e foi sepultado na Basílica de San Lorenzo in Damaso em Roma.

## Obra

Teorema de Giordano

Giordano é mais conhecido atualmente por um teorema sobre o quadrilátero de Saccheri que ele provou em seu livro de 1668 Euclide restituo (nomeado após Borelli a obra de 1658 Euclides Restitutus de Giovanni Alfonso Borelli).
Ao examinar a prova de Borelli do postulado das paralelas, Giordano observou que a mesma dependia da suposição de que uma linha em todos os lugares equidistante de uma linha reta é ela mesma uma reta. Isso, por sua vez, é devido a Clavius, cuja prova da suposição em seu Commentary on Euclid de 1574 é falha. Assim, usando uma figura que encontrou em Clavius, agora chamada de quadrilátero de Saccheri, Giordano tentou apresentar sua própria prova da suposição, durante a qual provou:
Se ABCD é um quadrilátero de Saccheri (os ângulos A e B são ângulos retos, os lados AD e BC são iguais) e HK é qualquer perpendicular de DC a AB, então
- (i) os ângulos em C e D são iguais, e
- (ii) se além disso HK é igual a AD, então os ângulos C e D são ângulos retos e DC é equidistante de AB.

O interessante é a segunda parte (a primeira parte já havia sido provada por Omar Khayyam no século XI), que pode ser re-estabelecida como:
Se 3 pontos de uma linha CD são equidistantes de uma linha AB, então todos os pontos são equidistantes.
Este é o primeiro avanço real na compreensão do postulado das paralelas em 600 anos.

## Publicações selecionadas
- Lexicon mathematicum astronomicum geometricum (1st edition 1668, Paris. 2nd edition with additions 1690, Rome)
- Euclide restituto, ovvero gli antichi elementi geometrici ristaurati e facilitati da Vitale Giordano da Bitonto. Libri XV. ("Euclid Restored, or the ancient geometric elements rebuilt and facilitated by Giordano Vitale, 15 Books"), (1st edition 1680, Rome. 2nd edition with additions 1686, Rome)
- Fundamentum doctrinae motus grauium et comparatio momentorum grauis in planis seiunctis ad grauitationes (1689, Rome)